# Zespół QRS

Zespół QRS na wyidealizowanym schemacie zapisu EKG pojedynczego cyklu pracy serca.

Zespół QRS – w terminologii medycznej określenie fragmentu zapisu elektrokardiograficznego. Mianem tym określa się największy zespół załamków EKG. Opisuje depolaryzację (pobudzenie) mięśni komór serca i składa się z jednego lub kilku załamków określanych kolejno jako Q, R i S, w zależności od miejsca wystąpienia i kierunku wychylenia.
- Załamek Q – pierwsze ujemne wychylenie zespołu QRS
- Załamek R – pierwsze dodatnie wychylenie zespołu QRS
- Załamek S – każde ujemne wychylenie za załamkiem R

Jeżeli wychyleń R jest więcej niż jedno, to opisuje się jako R', jeżeli wychyleń S jest więcej niż jedno, to opisuje się jako S'. Zespół QRS dodatni lub ujemny oznacza, że najwyższe wychylenie QRS jest skierowane ku górze lub ku dołowi. Dla podkreślenia różnic amplitudy załamków stosuje się litery duże i małe: q, Q, r, R, s i S. Zespół QS - jest to zespół QRS bez załamka R.  
Czas trwania zespołu prawidłowo wynosi od 0,06-0,11 s. 

## Załamek R
Amplituda załamka R:
- I - do 1,5 mV (15 mm)
- II - do 1,9 mV (19 mm)
- III - do 1,9 mV (19 mm)
- aVR - dominującym załamkiem jest załamek S
- aVL - do 1 mV (10 mm)
- aVF - do 1,9 mV (19 mm)
- V1 - zespoły QRS są ujemne
- V2 - zespoły QRS są ujemne
- V3 - strefa przejściowa - wyrównanie amplitudy załamka R i S
- V4 - zespoły QRS są dodatnie
- V5 - zespoły QRS są dodatnie
- V6 - zespoły QRS są dodatnie

Załamek R w odprowadzenie V1 jest niski (do 0,6 mV) lub może być nieobecny, w kolejnych odprowadzeniach amplituda rośnie i jest największa w odprowadzeniach V4 i V5, gdzie nie przekracza 2,5 mV (25 mm). W V6 amplituda R jest trochę niższa.

## Załamek S
- I - niedominujący, mniejszy od 0,5 mV (5 mm)
- II - niedominujący, mniejszy od 0,5 mV (5 mm)
- III - głęboki załamek S (zależne od osi elektrycznej serca) i nie przekracza 0,9 mV (9 mm)
- aVR - dominujący
- aVL - głęboki załamek S (zależne od osi elektrycznej serca) i nie przekracza 0,9 mV (9 mm)
- aVF - mniejszy od 0,5 mV (5 mm)
- V1 - zespoły QRS są ujemne
- V2 - zespoły QRS są ujemne
- V3 - strefa przejściowa - wyrównanie amplitudy załamka R i S
- V4 - zespoły QRS są dodatnie
- V5 - zespoły QRS są dodatnie
- V6 - zespoły QRS są dodatnie

Załamek S jest najgłębszy w odprowadzeniach prawokomorowych, zwykle w V2, gdzie amplituda nie przekracza 2,6 mV (26 mm)

## Załamek Q

### Załamek Q przegrodowy
Jest to niepatologiczny załamek Q o czasie trwania krótszym niż 30 ms i głębokości mniejszej niż 1/4 załamka R. Może występować w odprowadzeniach: I, aVL, V4, V5, V6.

### Patologiczny załamek Q
- V2 i V3 - zespół QS lub załamki o długości przynajmniej 0,02 s.
- załamek Q w przynajmniej 2 odprowadzeniach sąsiadujących (I i aVL, ewentualnie V6; V4-V6; II, III, aVF) o amplitudzie przynajmniej 0,1 mV i długości przynajmniej 0,03 s

### Prawidłowe QS
- aVR
- III i V1
- V1-V2